# 一〇〇式鉄道牽引車
一〇〇式鉄道牽引車（ひゃくしきてつどうけんいんしゃ）は日本陸軍鉄道連隊が使用した軌道・道路両用の六輪起動自動車（軌陸車）である。鉄道連隊内部では鉄道牽引車を略して「鉄牽」と呼んだ。

## 概要
当時の標準的な軍用トラックである九四式六輪自動貨車を基に設計し直した非装甲の軍用車である。前身の九八式鉄道牽引車は水冷式ガソリンエンジンと幌張りの運転台を備えていたが、空冷式ディーゼルエンジンと密閉式の運転台に改められた。本来用途としては北進論に基づく対ソ作戦を目的として設計されたが、主として東南アジアの南方作戦に使用された。
いすゞ自動車の前身、東京自動車工業において型式ZK20型として1939年（昭和14年）10月に完成、1942年頃から本格的な生産が行われた。なお同社は1941年にヂーゼル自動車工業へ改称している。派生車種として『いすゞ自動車史』に特殊100式牽引車 ZK21型（製造年1942年3月）なる車両が掲載されている。こちらの詳細は明らかではない。
独立した外付けヘッドライトや四角いキャビンなど、全般に無骨な形態のボンネットトラック型車輌であるが、傾斜したフロントグリルの造形は同時代の民生用トラックにも通じる機能美があった。

## 用途
鉄道の応急運転や野戦鉄道敷設などに使用され、主に軽機関車のかわりに各種軍用貨車を牽引した。また、装甲列車の先駆・線路の巡回など、鉄道の保守・警備に活用され、時には車輪を交換して通常のトラックとしても運用されることもあった。

### 軽列車の牽引
陸軍では鉄道牽引車に軽貨車を繋いだ編成を「軽列車」と呼び、兵員輸送や線路建設に使用した。中隊単位での移動には一〇〇式鉄道牽引車に九七式軽貨車5両を繋いだ軽列車を4編成作り、1つの閉塞区間を約10分間隔で続行したものを1列車として扱う「集団運行」を行った。
軽列車は建設中のバラストを散布する前段階、枕木の本数を10mあたり5本程度とした二本起きの軌条を走ることができた。これにより、簡単な軽軌道で戦線まで第一線部隊を送り届けることが可能であった。また、線路を新たに敷設する場合はこの軽列車にレールと枕木を積んで路盤の完成した終端部に向かい、順次延伸を行った。その後、軽列車を使用して護輪軌条やレールチョック、バラスト、通信設備や燃料設備の資材を運び込み、これらが完成してようやく機関車が牽引する本式の「重列車」が走行できるようになる。
本車は貨車用の貫通ブレーキを備えていないため、軽列車の運転時には後続の貨車それぞれに制動手として兵士が乗車し、鉄道牽引車のクラクションの合図で一斉に手ブレーキを操作して列車を止める必要があった。慣性のついた重い貨車を人力で停めるのは簡単な作業ではなく、津田沼の鉄道連隊において12tの貨車5両を牽引して行った運行試験では、制動手として乗車していた臨時工が急制動時にブレーキハンドルに横腹をぶつけて死亡している。

### 転路作業
軌道走行から道路走行への切り替え作業は通常は鉄道踏切を利用して行われた。この転路作業は、まず車体の四隅に設けられたジャッキで車体を持ち上げ、ゴムタイヤを取り付ける。次に、ステアリングリンケージのタイロッドに差し込まれた固定ピンを抜き、ハンドルの固定を解除する。その後ジャッキを降ろすと路上走行が可能になる。路上を走る際は通常、後部四輪の駆動で使用していた。転路に要する時間は、陸上自衛隊朝霞駐屯地輸送科学校の保存車に添えられた解説では約5分、鉄道連隊にて予備役将校を務めた久園太郎の回想では12分（同様の構造を持つ九八式鉄道牽引車の事例）となっている。

### 本土決戦対応と戦後の転用
太平洋戦争後期の本土決戦準備に当たり、運輸通信省が軍より貸与を受け、軍需工場の入換用などで実用化に努め奨用されるとともに、軽列車の運転取り扱いに関する戦時規則が制定された。
戦後、九七式軽貨車数百両とともに国鉄（当時）等に委譲され、国鉄・私鉄・工場専用線等にて保線機械や入換動車等として活躍した（終戦直後の混乱期のため手続きもなく移管されてしまった事例もあった模様である）軌道・道路両用の特性を生かし、架線保守車および軌道道路両用モーターカー開発の参考となった。国鉄や一部私鉄では、1960年代頃まで保線用車両として使用されていた事例が複数例確認されている。
南方に残置された車両にはタイ国鉄が引き継いだものもあり、いすゞ自動車会長の荒巻虎雄が1979年（昭和54）10月にバンコク郊外で使われていた一〇〇式鉄道牽引車を訪問している。この時点で本線からは引退していたが、引き込み線で入換用として現役で使われていた。

## 機構
車台

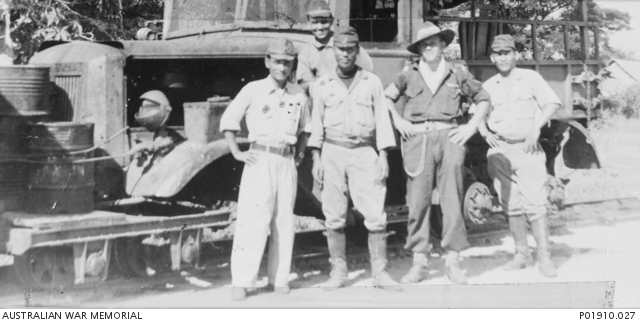
泰緬鉄道で使用された一〇〇式鉄道牽引車。「下駄履き鉄牽」として前輪代わりに軽貨車の台車が取り付けられている。1945年10月頃、コモンウェルス戦争墓地委員会と乗員の日本兵捕虜。（オーストラリア戦争記念館所蔵写真）

自動車シャーシをベースに鉄軌道上を走行できる設計とした車両である。軌道上は鉄輪で、道路上では鉄輪外側のハブにタイヤを装着して走行した。各地の鉄道軌間に即応可能で、日本・台湾などの1,067mm狭軌、中国大陸や朝鮮半島で主流の1,435mm標準軌、ソ連領内の広軌1,524mm（5フィート軌間）に対応した。さらに東南アジアに見られた1,000mm軌間（メーターゲージ）にも広幅鉄輪を使用する簡易改造により対応可能だった。
なお、転路用ジャッキは車両前後に装備してあり、随時・随所の簡便使用が特徴である。
広軌と狭軌の各種軌間に対応でき、タイヤを装着して陸上走行も可能とした独創的な構造は九一式広軌牽引車が採用したのが初であった。この方式を考案したのは鉄道連隊第5連隊の連隊長を務めた青村常次郎で、シベリア出兵の経験を持つ野戦鉄道の専門家として満洲事変の際には関東軍鉄道司令部に配属されていた。青村は第一次世界大戦における独仏の鉄道技術を研究し、技術本部、参謀本部附として兵器の研究開発を行った。
機関
社内呼称DD10型と呼ばれる空冷式直列6気筒、排気量7,980cc、出力90馬力/1,800rpmのディーゼルエンジンを搭載、燃料噴射ポンプは国産化されたボッシュ式であった。このエンジンはスミダ空冷予備燃焼式ディーゼルDA6型（1936年）を改良したもので、ボア×ストロークは110mm×140mm。本車のほかに九八式装軌自動貨車（CA80型・新ソキ車）にも使用された。このエンジンは九四式六輪自動貨車乙が搭載した統制型水冷ディーゼル（排気量5,100cc、出力90馬力/2,600rpm、社内呼称DA40型）よりも大型のものである。
空冷を採用したのは、シベリアにおける冷却水の凍結対策、被弾への強さや満州など酷寒地での起動性を重視したためでもあるが、高温多湿な東南アジアでの使用では冷却が追いつかず、ボンネット周りの蓋やルーバーを開け放しにして走行していた例もある。逆に寒冷地ではルーバーをシャットアウト状態にしてオーバークールを抑制できた。
駆動系
九四式六輪自動貨車同様、ウォームギヤで動力を伝達しており、軌道上において九七式軽貨車5両を時速30km～40kmで牽引する能力を有していた。鉄道用車輪は直径600mmとゴムタイヤよりも相当小さく、全速力で線路走行を続けるとギヤの高速回転によってデファレンシャルケースに異常発熱を起こす問題を抱えていた。そのため、次モデルの一式鉄道牽引車では車輪径を700mmに拡大している。
また、変速機のほかに逆転機を持ち、前・後進とも等速度での運転ができた。変速機も九四式自動貨車と同じく、常時噛み合い機構やシンクロメッシュを持たない旧式な選択摺動型で、取り扱いが難しかった。また、道路でのトラックとしては重く操縦しにくいきらいがあった。訓練のため本車に乗車した鉄道兵士官候補生の述懐では、クラッチやブレーキペダルを踏み込む際は座席に背中を当てて力一杯足を突っ張らせて踏み込む必要があったという。
タイヤ
路上・路外走行用のタイヤはいわゆるパンクレスタイヤで、銃弾がタイヤを貫通しても作戦を継続できる性能を持っていた。この時代、通常のタイヤは内部にタイヤチューブを使っているが、本車は太いタイヤの中に高圧空気の入ったゴム筒を並列に収め、あるいはスポンジゴムを充填したものを使っている。これにより、もし穴が開いてもその箇所だけが破損し、走行を続けることができた。
下駄履き鉄牽
大陸での使用を前提として開発された車両なだけに、南方のメーターゲージで使用すると前車軸のテーパーローラーベアリングの破損事故車が続出、南方軍の連隊が保有していた75～100両の鉄道牽引車のうち約1/3が廃兵器となった。そのため部品補給のため日本まで重爆撃機を飛ばすに至った。連隊材料廠では内地からの補修部品の到着を待てず、苦肉の策として前輪を取り外して代わりに九七式軽貨車のボギー台車を取り付けた。この現地改修がなされた車両は「下駄履き鉄牽」と呼ばれ、タイに現存する保存車もこの姿である。

## 諸元
- 全長 6.10m[20]
- 全幅 2.44m
- 全高 2.45m
- 重量 6.3t[20]
- 積載重量 3.0t（不整地では半分程度）[23]
- 速度 単車時 60km/h、列車牽引時 40km/h[20]
- 軌道上牽引重量 60t （九七式軽貨車4～6輌[20]）
- 牽引力 2.5t
- 回転半径 路上 6.0m、軌道上 8.3m[23]
- 機関出力 連続定格 63HP、最大 90HP
- 燃料 軽油 23km/l （列車牽引）
- 転路 転路用ジャッキ使用により約5分

## 保存車

### 陸上自衛隊輸送学校
1967年に国鉄東京鉄道管理局より防衛庁（当時）へ無償譲渡された車両1両が存在しており、譲受後は埼玉県朝霞駐屯地内に所在する陸上自衛隊輸送学校の前庭にて保存・展示されていた。ちなみに輸送学校の校長を務めた後藤寧は鉄道連隊の出身で、第4大隊隊長（階級は少佐）として泰緬鉄道の建設に携わっている。
その後、年月の経過により経年の損傷が見られたが、2011年より修復の上改めて輸送学校にて展示されている。なお、一般公開は原則的に行われておらず、展示場所は自衛隊駐屯地の敷地内のため、部外者が自由に閲覧することはできない。
この一〇〇式鉄道牽引車について“陸上自衛隊にかつて存在した鉄道部隊である第101建設隊でも使用された”と解説されていることがあるが、上述の車両は部隊解散後の引き渡しであったため、隊の装備としては使用されていない。

### タイ・カンチャナブリー

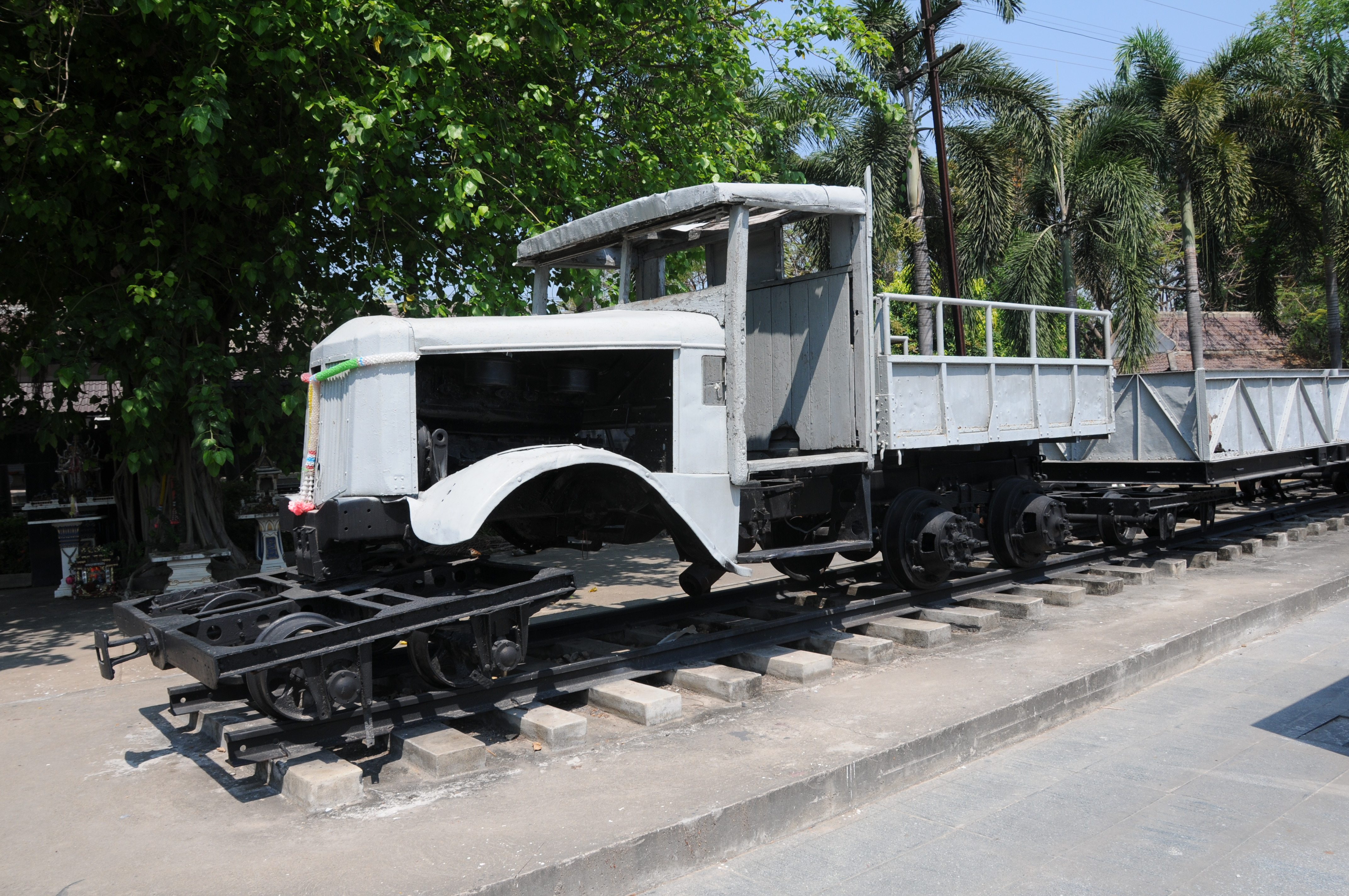
旧泰緬鉄道クウェー川鉄橋近くに保存されている一〇〇式鉄道牽引車

一〇〇式鉄道牽引車は泰緬鉄道の建設にも使用され、連合国軍捕虜は本車を「フライング・カンポン」と呼んだ。終戦後に残された1台がクウェー川鉄橋（日本名・メクロン河永久橋）たもとの慰霊塔の傍に展示されている。
この車両は鉄道連隊第5連隊がミャンマーから運んだ537号車（537は第5連隊の37号）で、終戦後はイギリス軍の戦利品となった。降伏後、第5連隊は泰緬鉄道の運営を任され引き続き537号車を使用したが、1946年10月に第5連隊が日本に帰還（復員）することとなり、イギリス軍はタイ国内の泰緬鉄道路線と車両一切をタイ国鉄に売却した。展示は九七式軽貨車を牽引した姿で国鉄C56形蒸気機関車やマレー線で使用した蒸気機関車とともに並べられている。なお、南方軍で鉄道参謀長を務めた広池俊雄は自著で本車を一式鉄道牽引車と解説している。